# Коміссаров Микола Валер'янович
Коміссаров Микола Валер'янович (1890—1957) — український і російський актор, режисер. Народний артист Української РСР (1946). Лауреат Державної премії СРСР (1951, 1952).
Народився 17 січня 1890 р. в Петербурзі. Помер 30 вересня 1957 р. в Москві. Виступав на сцені Одеського російського драматичного театру (1934—1945). З 1946 р. працював у Малому театрі в Москві.
Знявся в українських фільмах: «Кармелюк» (1938, князь Туманов), «Моряки» (1939), «Щорс» (1939, німецький генерал), «Таємничий острів» (1941, капітан Немо), «Дочка моряка» (1941, начальник пароплавства).